# Yasuo Hayashi
Yasuo Hayashi (japanisch 林 泰男 Hayashi Yasuo; * 15. Dezember 1957 in Tokio; † 26. Juli 2018 in Miyagi) war ein  Sektenmitglied und Terrorist, der unter anderem für seine Beteiligung am Giftgasanschlag in der Tokioter U-Bahn 1995 zum Tode verurteilt und hingerichtet wurde.

## Leben
Yasuo Hayashi gehörte in der Aum-Hierarchie zur Gruppe Subunternehmer, wurde jedoch von seinem Guru Asahara in das Umfeld von Hideo Murai befördert, woraufhin sich seine Persönlichkeit zu verändern begann; er wurde anmaßend und arrogant.
Er war 1995 37 Jahre alt und daher neben Ikuo Hayashi der älteste Mitarbeiter von Aums-Technologieministerium.

### 20. März 1995
Im März 1995 gab er seinem Freund Kenichi Hirose genaue Anweisungen, wie er bei der Ausbringung von Sarin zu verfahren habe.
Yasuo Hayashi wurde am Morgen des 20. März 1995 von Shigeo Sugimoto zur Station Yasuo der von Kita-senju nach Süden fahrenden Hibiya Line nach Naka-meguro gefahren.
Um 7:46 bestieg Yasuo den Zug A720S der Hibiya-Linie nach Naka-Meguro und stieß um 8:00 auf drei Behälter mit Sarin zu seinen Füßen ein, punktierte aber nur zwei, bevor er den Zug verließ.
Bereits an der Station Kodenma-cho, um 8:02, litten Zugpassagiere unter dem ausweichenden Sarin und schleuderten das Paket auf den Bahnsteig.
7 Menschen an Bord des Zuges starben, über 2.475 wurden verletzt.
Nach dem Anschlag flüchtete Hayashi, der von den Medien als „Mord-Maschine“ bezeichnet wurde, und blieb bis Dezember 1996 auf der Flucht, als er auf der Ishigaki Insel von der Polizei ergriffen wurde.
Die Verteidigung argumentierte während des Prozesses, Hayashi sei sich der Gefahr von Saringas nicht bewusst gewesen und habe nur auf Befehl des Sektenführers Shoko Asahara gehandelt.
Kiyoshi Kimura, der Vorsitzende Richter, verurteilte Hayashi zum Tode und sagte dabei unter anderem Folgendes:

“Making a mistake in selecting one's mentor is the worst misfortune, and defendant Hayashi, in this sense, can be said to be unfortunate and unlucky … considering the situations for defendant Hayashi as much as possible, this court has no choice but to deliver the ultimate punishment.”

„Einen Fehler bei der Auswahl seines Mentors zu machen, ist das schlimmste Unglück, und der Angeklagte Hayashi kann in diesem Sinne als unglücklich und unglückselig bezeichnet werden … wenn man die Situation für den Angeklagten Hayashi so weit wie möglich berücksichtigt, hat dieses Gericht keine andere Wahl als die ultimative Strafe zu verhängen.“

Hayashi wurde am 26. Juli 2018 im Alter von 60 Jahren in einer Außenstelle des Internierungslagers Sendai hingerichtet.